# 三井徳宝
三井 徳宝（みつい とくほう、1875年（明治8年）10月16日 - 1952年（昭和27年）4月5日）は、日本の実業家、政治家。衆議院議員。

## 経歴
山梨県北巨摩郡清春村で三井泉林の長男として生まれる。漢学を修める。1893年、帯広に移り銅鉄金物店を開業。その後、野付牛町の開拓に関わり、農業、鉱山業も手掛ける。北海林産取締役、北海農産工業取締役、北海道造営取締役、北海道拓殖監査役などを務めた。
政界では、帯広町会議員、相続税審査員、所得調査委員、北海道会議員（河西支庁選出）、同副議長（1910年11月から1913年11月まで）を歴任。1928年2月の第16回衆議院議員総選挙で北海道第5区から立憲政友会所属で出馬し当選。その後、第17回から第19回総選挙まで三回連続で当選し、衆議院議員を通算四期務めたが、任期途中の1937年2月16日に議員を辞職した。